# پادینا (استان کرجالی)
پادینا (به بلغاری: Padina) یک منطقهٔ مسکونی در بلغارستان است که در شهرستان آردینو واقع شده‌است.
 پادینا ۱۰٫۴۱۱ کیلومتر مربع مساحت و ۱٬۰۳۰ نفر جمعیت دارد و ۶۵۰ متر بالاتر از سطح دریا واقع شده‌است.